# The Lines
«The Lines» es una canción de la banda estadounidense de hardcore punk Beartooth, lanzado a través de Red Bull Records el 29 de septiembre de 2014 como el segundo sencillo de su primer álbum de estudio Disgusting (2014).

## Antecedentes y composición
El 27 de mayo de 2014, el grupo lanzó "The Lines" en streaming a través de Revolver, de su primer álbum de estudio Disgusting. La canción fue compuesta y producida por Caleb Shomo. Una versión de baja ganancia de la canción se incluyó en la edición de lujo de su primer álbum.

## Video musical
El video musical de "The Lines" se estrenó el 11 de agosto de 2014 y fue dirigido por Drew Russ. El video comienza con el grupo "protagonizando" "Smashing Stuff in Slow Motion is Cool", mostrando visualmente a los miembros destrozando diversos objetos y comida.

## Lista de canciones
| Promo CD |             |          |  |
| N.º      | Título      | Duración |  |
| 1.       | «The Lines» | 3:47     |  |

| Descarga digital |                           |          |  |
| N.º              | Título                    | Duración |  |
| 1.               | «The Lines» (music video) | 3:47     |  |

## Posicionamiento en lista
| Lista (2014)                                      | Posición |
| ------------------------------------------------- | -------- |
| Estados Unidos (Christian Rock Songs (Billboard)) | 28       |